# Пирогов, Павел Иванович
Павел Иванович Пирогов (03.06.1910, деревня Беловодская, Архангельская губерния, Российская империя — 22.09.1991, посёлок Верховский, Архангельская область, РФ) — старший мастер леса Емцовского лестранхоза Архангельской области, новатор лесозаготовительной промышленности. Герой Социалистического Труда (05.10.1957).

## Биография
Родился 3 июня 1910 года в деревне Беловодская (ныне не существует; территория Плесецкого района Архангельской области) в крестьянской семье. Учился в сельской средней школе. С 1926 года работал шпалотёсом, лесорубом, в колхозе, десятником Плесецкого леспопункта, мастером леса Нухтоозерского, Емцовского, Верховского лесопунктов.
Участник Великой Отечественной войны. В армии с 1941 года, призван Плесецким районным военным комиссариатом. Воевал на Карельском, Северо-Западном, 2-м Прибалтийском и 2-м Белорусском фронтах. За мужество и отвагу, проявленные в боях, награждён орденом Красной Звезды (23.05.1945) и медалью «За отвагу» (21.02.1944). 
В 1955 году по его инициативе организован первый в стране укрупнённый мастерский участок, который за два года заготовил и отгрузил более 200 тысяч кубометров леса. В 1965 году вышел на пенсию, но продолжил работать. В 1965—1979 годах — мастер производственного обучения Верховского леспромхоза Плесецкого района. С 1979 года на пенсии.
Указом Президиума Верховного Совета СССР от 5 октября 1957 года за выдающиеся успехи, достигнутые в деле развития лесной промышленности, Пирогову Павлу Ивановичу присвоено звание Героя Социалистического Труда с вручением ордена Ленина и золотой медали «Серп и Молот».
Член ВКП(б)/КПСС c 1942 года. Избирался депутатом Архангельского областного Совета депутатов трудящихся. 
Награждён орденами Ленина (1957), Отечественной войны 2-й степени (1985), Красной Звезды (1945), медалями.
Скончался 22 сентября 1991 года. Похоронен на кладбище посёлка Верховский Емцовского сельского поселения Плесецкого района Архангельской области.